# Werner Raupp
Werner Raupp (* 12. Februar 1955 in Karlsruhe) ist ein deutscher Theologie- und Philosophiehistoriker.

## Leben
Zunächst war Raupp Verwaltungsbeamter, bevor er Evangelische Theologie und Philosophie an den Universitäten Mainz und Tübingen studierte. Ab 1987 war er an der Universität Tübingen als Wissenschaftlicher Mitarbeiter tätig. Dabei wirkte er auch unter der Leitung des Kirchenhistorikers Siegfried Raeder bei der Ausarbeitung des kommentierenden Apparats der Neuausgabe von Martin Luthers erster Psalmenvorlesung „Dictata super Psalterium“ (1513–1515) mit, die in der Weimarer Ausgabe (WA) 55 I/II zur Veröffentlichung gelangte (1993 u. 2000). In Tübingen wurde er 1996 zum Doktor der Theologie promoviert. Seither arbeitet er als freier Autor; daneben unterrichtete er von 1994 bis 2002 als Lehrbeauftragter für Theologie und Sozialethik an der Evangelischen Fachhochschule Reutlingen-Ludwigsburg und ist seit 1997 Gründer und Leiter des humanistisch-philosophischen Arbeitskreises Tusculum (Tübingen/Hohenstein).
Raupp ist Verfasser mehrerer Bücher und von über 400 weiteren Veröffentlichungen, vor allem zur neuzeitlichen Geistesgeschichte. Schwerpunkte sind das 18. Jahrhundert, vor allem die Aufklärung (bes. Denis Diderot) und der Pietismus, wie auch das 19. und 20. Jahrhundert, insbesondere Christian Gottlob Barth und Albert Schweitzer.

## Wirken
Mit seinem Werkbuch Kirchengeschichte. 52 Personen aus zwei Jahrtausenden. Mit Quiz (1987) legte er eine populärwissenschaftliche Einführung in die Kirchengeschichte vor. Überdies gab er u. a. einen Klassiker der Afrika-Literatur neu heraus: Johann Ludwig Krapf: Reisen in Ost-Afrika (1994). Seine Dissertationsschrift über Christian Gottlob Barth informiert über den wohl wirkmächtigsten württembergisch-pietistischen Publizisten des 19. Jahrhunderts und Gründer des Calwer Verlags.
2008 begründete Raupp im Rottenburger Diderot Verlag die Buchreihe Humanismus – neu entdeckt mit dem umfangreichen, bebilderten Lesebuch über Denis Diderot – Weiß man je, wohin man geht? (Bd. 1). Vor dem Hintergrund des humanistischen Menschenbilds sucht die Reihe ein von „Toleranz, Gewissensfreiheit wie von sozialem Engagement und Ökophilie geprägte[s] Menschsein“ transparent werden zu lassen.
Daneben veröffentlichte Raupp zahlreiche Einzelbeiträge: in Buchreihen (u. a. Lebensbilder aus Baden-Württemberg, Historisch-Politisches Buch) und in Zeitschriften und Zeitungen (u. a. Tagesspiegel (Berlin), Rheinische Post (Düsseldorf), Südwest Presse (Ulm), Stuttgarter Zeitung) sowie besonders in Lexika (u. a. Religion in Geschichte und Gegenwart (RGG, 4. Aufl.), Biographisch-Bibliographisches Kirchenlexikon (BBKL), Dictionary of Eighteenth-Century German Philosophers, Neue Deutsche Biographie (NDB), Historisches Lexikon der Schweiz (HLS), Killy Literaturlexikon, Verfasserlexikon Frühe Neuzeit in Deutschland 1620–1720 [VL 17]).
Neben Albert Schweitzer umfassen die Beiträge philosophische Köpfe, wie Epiktet, Michel de Montaigne, Denis Diderot, Ernst Bloch und Karl Löwith. Daneben stehen u. a. die Theologen Rudolf Bultmann und Roger Schutz sowie die Pietisten Philipp Jacob Spener, Gottfried Arnold, Johann Albrecht Bengel und Johann Ludwig Krapf. Sein Aufgabenfeld erstreckt sich auch auf bibliographische Arbeiten, besonders auf die langjährige Mitarbeit am Quellenlexikon zur deutschen Literaturgeschichte.
Schließlich unterstützt der in Hohenstein auf der Schwäbischen Alb lebende Autor die Kirchen- und Christentumskritiker Karlheinz Deschner und Gerd Lüdemann. In deren Sinne plädiert er für eine von kirchlicher Bevormundung befreite humanistisch-theologische Wissenschaft.
Anlässlich des 300. Geburtstags von Diderot 2013 hat Raupp ein weiteres Buch über den französischen Aufklärer vorgelegt: Denis Diderot – ein funkensprühender Kopf. 100 Gedanken. Ein Mosaik zum 300. Geburtstag des französischen Aufklärers (2., vollst. überarb. Aufl. 2024). Zudem hat er im November 2013 zusammen mit Wulf Kellerwessel ein Denis Diderot gewidmetes Sonderheft der Zeitschrift Aufklärung und Kritik (20. Jahrg., 2013, H. 4) herausgegeben.
Im Rahmen seiner mentalitätsgeschichtlichen Studien hat sich der Autor seit einigen Jahren auch der Sportgeschichte zugewandt, besonders der Historie des Fußballsports, der oft religiöse Konnotationen erlangt. Hier gilt sein besonderes Interesse dem Torwart Toni Turek, dem Weltmeister von 1954. Aufgrund seiner Paraden im WM-Endspiel am 4. Juli 1954 in Bern (Deutschland gewann 3:2) hat ihn der Reporter Herbert Zimmermann zum „Fußballgott“ erhoben.
Im Jahr 2009 hat Raupp in Hohenstein (Württemberg) das Toni-Turek-Archiv begründet und Ende 2018 die erste umfassende Biographie von Turek vorgelegt. Zudem betreibt er die Homepage über Turek.
Raupp, der sich in seinem Denken besonders an der Aufklärung wie auch an Arthur Schopenhauer und an Albert Schweitzers Humanismus („Ethik der Ehrfurcht vor dem Leben“) orientiert, ist Mitherausgeber der philosophischen Zeitschrift Aufklärung und Kritik der Gesellschaft für kritische Philosophie Nürnberg; überdies ist er Mitglied der Kant-Gesellschaft wie auch des Deutschen Hilfsvereins für das Albert-Schweitzer-Spital in Lambarene e. V. und der Aktion Lebensrecht für Alle (Sitz in Augsburg), die sich vor allem für den Schutz des ungeborenen Lebens einsetzt. 
Für seine Forschungen über den württembergisch-herrnhutischen Pietisten Johann Martin Mack erhielt er 1993 den George-W.-Peters-Förderpreis.

## Werke (Auswahl)
- Werkbuch Kirchengeschichte. 52 Personen aus zwei Jahrtausenden, Gießen/Basel: Brunnen Verlag 1987, ISBN 978-3-7655-2870-5.
- (Hrsg.): Mission in Quellentexten. Geschichte der Deutschen Evangelischen Mission von der Reformation bis zur Weltmissionskonferenz Edinburgh 1910, Erlangen/Bad Liebenzell 1990, ISBN 978-3-87214-238-2.
- (Hrsg.): Gelebter Glaube. Erfahrungen und Lebenszeugnisse aus unserem Land. Ein Lesebuch. Metzingen: Ernst Franz-Verlag 1993, ISBN 978-3-7722-0226-1.
- Christian Gottlob Barth. Studien zu Leben und Werk, Stuttgart: Calwer Verlag 1998, ISBN 978-3-7668-3579-6 (zugl. Dissertation, Universität Tübingen 1996).
- Denis Diderot – „Weiß man je, wohin man geht?“ Ein Lesebuch. Mit einem Geleitwort von Peter Prange, Rottenburg/Neckar: Diderot Verlag 2008 (2. Aufl. 2009; Humanismus – neu entdeckt, Bd. 1), ISBN 978-3-936088-95-3.
- mit Wulf Kellerwessel (Hrsg.): Schwerpunkt Denis Diderot zum 300. Geburtstag (= Aufklärung und Kritik. Zeitschrift für freies Denken und humanistische Philosophie, 20 (2013), Heft 4).
- Denis Diderot – Ein funkensprühender Kopf. 100 Gedanken. Ein Mosaik zum 300. Geburtstag des französischen Philosophen, Marburg: Tectum Verlag 2013, ISBN 978-3-8288-3164-3.

- 2., vollst. überarb. Aufl.: Denis Diderot – Ein funkensprühender Kopf. Eine Biografie und 100 Gedanken des französischen Philosophen, Baden-Baden: Tectum 2024, ISBN 978-3-8288-4489-6 (auch ePDF 978-3-8288-7523-4 u. ePub 978-3-8288-7524-1).

- Toni Turek – „Fußballgott“. Eine Biographie, Hildesheim: Arete Verlag 2019, ISBN 978-3-96423-008-9.